# Château de Montéclair
Le château de Montéclair est un ancien château fort qui était situé sur la commune d'Andelot-Blancheville, à 20 km au nord-est de Chaumont et à 50 km au sud-est de Saint-Dizier, dans le département de la Haute-Marne en région Grand Est. Il a été entièrement détruit au début du XVIIe siècle lors de la guerre de Trente Ans.

## Localisation

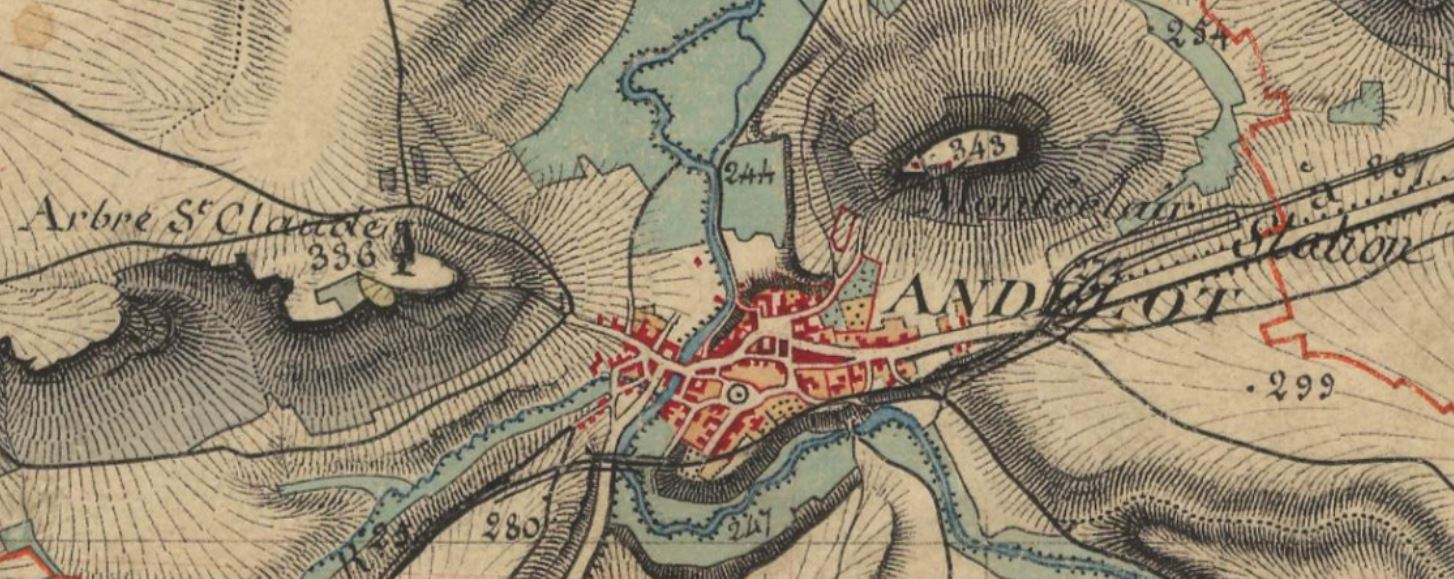
Andelot et la colline de Montéclair sur la carte d'état-major, datant du milieu du XIXe siècle.

Le château de Montéclair est construit sur un éperon bordant le Rognon, un affluent de la Marne. Le site était probablement le siège d'une ancienne station romaine puis d'un oppidum sous les comtes carolingiens (certainement l'oppidum Rodaniense cité dans certains textes de l'époque). Il aurait ensuite été l'emplacement primitif d'Andelot, alors ville frontière, qui devient également le chef-lieu d'un comté aux IXe et Xe siècles,.
Andelot est un emplacement stratégique, car situé à la jonction de deux voies romaines allant d'Orléans et de Langres vers la Belgique. C'est là que se rencontrent en 587 Gontran Ier, roi de Burgondie, et son neveu Childebert II, roi d'Austrasie, afin de signer un traité garantissant une paix perpétuelle entre les deux royaumes,.

## Historique

### Fondation

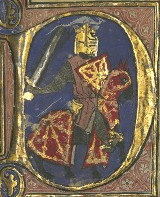
Le comte de Champagne Thibaut IV.

Le comte de Champagne Thibaut IV, et avant lui sa mère, la comtesse régente Blanche de Navarre, acquièrent Andelot et la colline de Montéclair en plusieurs étapes.
Tout d'abord en octobre 1219 lorsque Renier, seigneur de Nogent, cède à Blanche et Thibaut la colline dite Le Chastellier d'Andelot et ce qu'il détient à Morteau contre ce qu'ils possèdent à Ageville et à Condes. Un mois plus tard, Arnoul de Cirey déclare à Blanche et à Thibaut n'avoir aucun droit sur la colline de Montéclair.
C'est en 1220 qu'apparait pour la première fois dans les chartes le nom de Montéclair et c'est probablement cette année-là que débute la construction de la forteresse. Thibaut fait également élever une muraille autour du bourg d'Andelot, qui devient une prévôté sous la juridiction du bailliage de Chaumont que les comtes de champagne avaient acquis précédemment.
Cette zone devait très certainement être inoccupée, car la comtesse Blanche fait édifier en 1220 les villes neuves de Blancheville et Rochefort, imitée par la suite par son fils Thibaut qui fonde à son tour Chantraines en 1224.
En 1222, Gilbert, abbé de Saint-Bénigne de Dijon, abandonne à Thibaut ses droits sur la colline de Montéclair et sur ses abords, depuis le Rognon jusqu'au ruisseau de Rimaucourt.
Enfin, en 1242, Gautier de Reynel reçoit pour 400 livres de Thibaut « por la pais de Montesclair et por la vendue d'Andelo ». Mais les limites de cette cession devaient être mal définies car une charte de 8 avril 1246 indique que des bornes ont été posées entre Montéclair qui est à Thibaut, et Rimaucourt qui est à Gautier.

### À travers les guerres

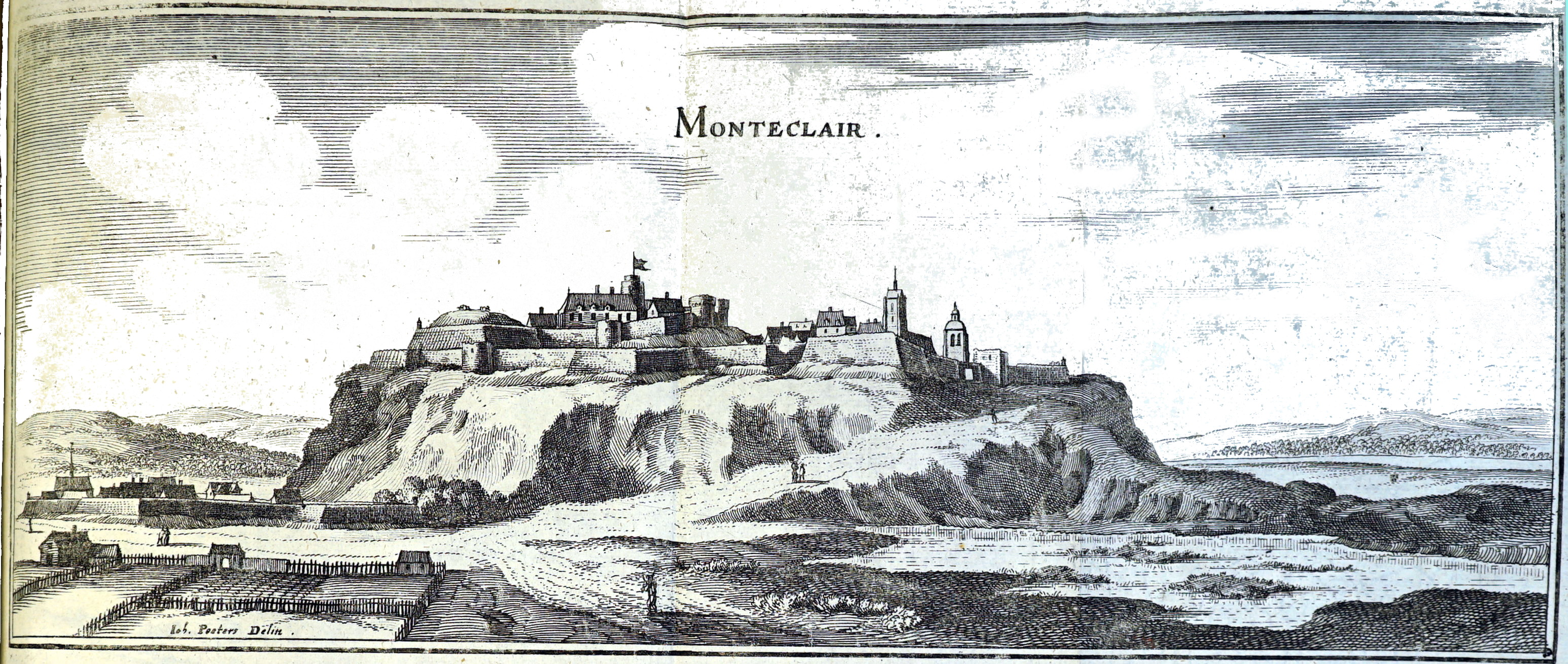
Le château de Montéclair, dessin extrait du Topographia Galliæ datant du milieu du XVIIe siècle.

En 1197, alors qu'il attaque le comté de Champagne, le comte de Bar Henri III prend et incendie le bourg d'Andelot et fait abattre ses fortifications, mais le château de Montéclair reste intact.
Pendant la guerre de Cent Ans, le château est le siège de plusieurs batailles. Tout d'abord pendant la captivité du roi Jean II où le château est pris par Brocard de Fénestrange. Puis en 1360, ce sont les Tard-Venus qui saccagent Andelot. Et enfin en 1417, il est de nouveau pris par les Bourguignons menés par Antoine de Vergy.
Le roi Louis XII restaure les fortifications du château, mais celui-ci sera encore pris trois fois au cours du XVIe siècle. Une première fois en 1523 par les Allemands de Furstemberg, alliés du connétable de Bourbon. Puis en 1570 par les Protestants lors des guerres de Religion. Puis enfin en 1591 par les Royalistes, commandés par le comte de Reynel.
Au début du XVIIe siècle, lors de la guerre de Trente Ans, le château est ravagé une dernière fois par les Suédois.

### Destruction
Après la ruine du château par les Suédois au XVIIe siècle, le roi Louis XIII fait démanteler la forteresse. Puis après le traité de Ryswick en 1697, Louis XIV fait achever sa démolition. Les ruines du château sont alors cédées au religieux de l'abbaye de Septfontaines qui utilisent les pierres pour la construction de nouveaux bâtiments. Des matériaux auraient également été utilisés pour la construction du château de Rimaucourt. Des cultures sont alors mises en place sur la colline à l'emplacement de l'ancienne forteresse,
De nos jours, il ne reste plus rien du château et la colline est entièrement boisée. Mais sur les cartes actuelles ainsi que sur le cadastre, la colline porte encore le nom Montéclair.